# ایستگاه فروتویل
ایستگاه فروتویل (به انگلیسی: Fruitvale Station) یک فیلم درام و بیوگرافی آمریکایی به نویسندگی و کارگردانی رایان کوگلر محصول سال ۲۰۱۳ است. این اولین فیلم بلند کوگلر محسوب می‌شود و بر اساس رویدادهایی است که منجر به مرگ مرد جوانی به نام اسکار گرانت می‌شود که در سال ۲۰۰۹ توسط جوهانس پلیس BART در ایستگاه فروتویل در حمل و نقل سریع خلیج (BART) در اوکلند، کالیفرنیا رخ داده ساخته شده‌است.

## داستان
این فیلم آخرین روز زندگی اسکار گرانت سوم، یک جوان ۲۲ ساله اهل هیوارد، کالیفرنیا را به تصویر می‌کشد، قبل از اینکه در ساعات اولیه صبح روز ۱ ژانویه ۲۰۰۹ توسط پلیس بارت به ضرب گلوله کشته شود. فیلم با داستان واقعی شروع می‌شود. فیلمی از بازداشت گرانت و دوستانش توسط پلیس بارت در ایستگاه فروت ویل در اوکلند در ۱ ژانویه ۲۰۰۹، در ساعت ۲:۱۵ صبح، درست قبل از تیراندازی. گرانت و دوست دخترش سوفینا در مورد خیانت اخیر گرانت با هم بحث می کنند.
او تلاش ناموفقی می کند تا شغل خود را در یک فروشگاه مواد غذایی پس بگیرد. او برای مدت کوتاهی به فروش مقداری ماری جوانا فکر می‌کند، اما تصمیم می‌گیرد آن انبار را دور بریزد. گرانت بعداً در جشن تولد مادرش واندا شرکت می‌کند و موافقت می‌کند که برای دیدن آتش‌بازی و دیگر جشن‌های سال نو در سانفرانسیسکو با قطار BART حرکت کند، زیرا او نگران رانندگی اوست. 

در قطار برگشت، کتی، مشتری فروشگاه مواد غذایی که گرانت قبلاً در آن کار می کرد، گرانت را می شناسد و نام او را صدا می کند. این باعث می شود مردی که گرانت در زندان می شناسد متوجه او شود و دعوا شروع شود. پلیس BART در محل حاضر شد. گرانت یکی از مسافرانی است که پلیس بارت تلاش می کند دستگیر کند. در حالی که توسط افسران کاروسو و اینگرام مهار می شد، توسط اینگرام از پشت مورد اصابت گلوله قرار می گیرد. یک کاروزوی مات و مبهوت می خواهد بداند چه اتفاقی افتاده است. گرانت به سرعت به بیمارستان منتقل می شود و مدت کوتاهی پس از جراحی اورژانسی می میرد. 
کارت‌های عنوان در پایان عواقب بعدی را شرح می‌دهند: قتل گرانت پس از اینکه چندین شاهد این حادثه را با تلفن‌های همراه و دوربین‌های ویدئویی ضبط کردند، باعث یک سری اعتراض‌ها و شورش‌ها در سراسر شهر شد. افسران BART درگیر اخراج شدند و "اینگرام" (اسامی افسران تغییر کرد) بعدا محاکمه شد و به قتل غیرعمد متهم شد و ادعا کرد که اسلحه خود را با تیزر اشتباه گرفته و محکومیت ۱۱ ماهه خود را سپری کرده است. آخرین فیلم مربوط به تجمع مردمی است که زندگی گرانت را در ۱ ژانویه ۲۰۱۳ جشن می گیرند و دختر گرانت، تاتیانا، در میان آنها ایستاده است.

## بازیگران
- مایکل بی.جردن
- ملونی دیاز
- کوین دورند
- چاد مایکل موری
- آنا ارایلی
- اکتاویا اسپنسر

## رسانه‌های خانگی
فیلم ایستگاه فروتویل در شبکه خانگی توسط Anchor Bay در تاریخ ۳۱ دسامبر ۲۰۱۳ در دسترس قرارگرفت.